# Twann-Tüscherz
Twann-Tüscherz (em francês: Douanne-Daucher) é uma comuna da Suíça, situada no distrito administrativo de Bienna, no cantão de Berna. Tem 12,4 km² de área e sua população em 2018 foi estimada em 1.159 habitantes.
Foi criada em 1 de janeiro de 2010, após a fusão das antigas comunas de Tüscherz-Alfermée e Twann.